# Novopàvlivka (Bakhtxissarai)
|  | Per a altres significats, vegeu «Novopàvlivka». |

Novopàvlivka (en (ucraïnès): Новопавлівка, en rus: Новопавловка, Novopàvlovka) és un poble de la República Autònoma de Crimea a Ucraïna, que el 2014 tenia 683 habitants. Pertany al districte de Bakhtxissarai.

## Població
Segons les dades del 2001 la composició de la població de la vila de Novopàvlivka d'acord amb la llengua que empren és la següent:
| Llengua  | %     |
| -------- | ----- |
| Rus      | 90,63 |
| Tàtar    | 8,05  |
| Ucraïnès | 1,32  |